# Jan Chlebicki
Jan Chlebicki (ur. 1938 r.) – polski inżynier chemik. Absolwent Politechniki Wrocławskiej. Od 1991 r. profesor na Wydziale Chemicznym Politechniki Wrocławskiej i dziekan Wydziału Chemicznego (1987-1990).